# Rezolucija Vijeća sigurnosti UN-a 1009
Rezolucijom Vijeća sigurnosti UN-a 1009, jednoglasno usvojenom 10. kolovoza 1995., nakon podsjećanja na sve rezolucije o stanju u bivšoj Jugoslaviji uključujući rezolucije 981 (1995.), 990 (1995.) i 994 (1995.), Vijeće je zahtijevalo da Vlada Hrvatske strogo poštuje rezolucije Vijeća sigurnosti nakon što je 4. kolovoza 1995. započela ofenziva Hrvatske vojske - operacija Oluja.
Vijeće je priopćilo da Hrvatska nije ispunila zahtjeve Vijeća sigurnosti postavljene početkom mjeseca. Izražena je zabrinutost zbog kršenja embarga na oružje i žaljenje što su pregovori u Ženevi prekinuti. Naglašena je važnost dogovornog rješenja u vezi s međusobnim priznavanjem država u bivšoj Jugoslaviji. Operacija velikih razmjera koju je Hrvatska započela 4. kolovoza eskalirala je sukob i bila je "vrijedna žaljenja". Ponovno je osuđeno granatiranje civilnih ciljeva te je istaknuto da je došlo do kršenja međunarodnog humanitarnog prava te da su ljudi koji su pobjegli u teškoj situaciji. Trebalo je zaštititi prava lokalnog srpskog stanovništva, a vijeće je također osudilo nasilje nad osobljem Ujedinjenih naroda koje je rezultiralo s troje smrtno stradalih.
Djelujući prema Poglavlju VII Povelje Ujedinjenih naroda, Vijeće sigurnosti je od Hrvatske zahtijevalo da odmah prekine sve vojne akcije i poštuje prava lokalnih Srba, omogući pristup regiji Međunarodnom odboru Crvenog križa i humanitarnim organizacijama, dopusti povratak izbjeglica i raseljenih osoba i poštuje status osoblja Ujedinjenih naroda, privodeći pravdi svaku osobu odgovornu za napade na UNPROFOR. Sve su strane podsjetile na svoje obveze prema Rezoluciji 816 (1993.) i na stremljenje dogovorenom rješenju koje jamči prava svim zajednicama u razgovorima pod pokroviteljstvom Međunarodne konferencije o bivšoj Jugoslaviji.
Naposljetku, glavni tajnik Butros Butros-Gali bio je dužan podnijeti izvješće Vijeću u roku od tri tjedna od usvajanja ove rezolucije u vezi s njezinom provedbom i implikacijama situacije na operaciju Ujedinjenih naroda za obnovu povjerenja. Razmotrit će se i daljnje mjere kako bi se osigurala usklađenost s Rezolucijom 1009.

## Vanjske poveznice
- Text of the Resolution at undocs.org